# Eva Moberg (orienterare)
Eva Moberg Söderman, tidigare Moberg, född 16 april 1954, är en svensk tidigare elitorienterare. Hon tog NM-guld i stafett 1980, SM-guld i stafett 1978 och 1979 samt VM-silver i stafett 1978.